# Збруч (видавництво)
«Збруч» — видавництво в Тернополі.

## Історія

Приміщення видавничого комплексу «Збруч»

Створене на базі Тернопільської обласної друкарні 1 січня 1979. Тоді ж розпочато будівництво цілісного видавничого комплексу; завершено 1996 (архітектор Михайло Кичко, інженер Юзеф Зімельс). Розташовувалося у Тернополі на вул. Живова (тепер — Торговиця), 11.
27 листопада 1991 Кабінет міністрів України прийняв постанову № 341, якою передав у відання Держкомітету по пресі колишні партійні видавництва, в тому числі «Збруч».
15 січня 1992 перейменоване на Тернопільський видавничо-поліграфічний комбінат «Збруч»; від 15 вересня 1992 — орендне підприємство; 22 грудня 2000 реорганізовано у державне підприємство; від 18 грудня 2001 — ВАТ, від вересня 2004 — ПРАТ «ТВПК „Збруч“».
У липні 2011 року видавництво як таке припинило свою діяльність. Причиною закриття видавництва, за словами голови правління ПРАТ "ТВПК «Збруч» Володимира Карнаухова, став невигідний друк. Натомість приміщення видавництва віддали в оренду, зокрема під склади й гуртовні, які й давали на той час дохід власникам. Крах «Збруча» стався не тільки через керівництво, а й через неотримання замовлення на шкільну продукцію, яку для освітян Тернопільщини друкували в сусідніх областях. З 52 працівників видавництва залишилося десяток, які пильнують за збереженням зданих в оренду приміщень, обслуговують їх, отримують оплату з орендарів. Решту людей — фахівців-поліграфістів, редакторів — скоротили.
«Збруч» був потужним комплексом, який випускав різноманітну поліграфічну продукцію: книги, журнали, газети, буклети, етикетки, бланки, листівки, картонну й упаковку флексографічним способом, гофротару, штампи та печатки.
Першим у Західному регіоні «Збруч» закупив лінію для виготовлення упаковки флексографським способом: на целофані, поліетилені, поліпропілені, плівці, фользі, ламінованому папері, пергаменті, підпергаменті.

## Директори
- Й. Омелько (1979—1991),
- Богдан Куневич (від 1991; у 2001—2004 — голова правління),
- Володимир Карнаухов.

## Видання
За час свого існування у видавництві видано тисячі найменувань книг, друкувалося десятки газет і журналів.
Видано, зокрема:
- «Мелодії Тернового поля» (1999)